# Radsport-Weltmeisterschaften 2023
Die Radsport-Weltmeisterschaften 2023 fanden vom 3. bis 13. August in und um Glasgow in Schottland statt und waren die ersten ihrer Art. Es handelte sich um die Dachveranstaltung des Radsport-Weltverbands UCI für insgesamt 13 WM-Veranstaltungen, die normalerweise getrennt organisiert werden. Die Weltmeisterschaften waren nach Anzahl ausgetragener Entscheidungen die größte derartige Veranstaltung der Radsportgeschichte.

## Vorgeschichte
Weltmeisterschaften im Radsport gibt es seit 1893, zunächst im Bahnradsport und ab 1921 im Straßenradsport. Die Wettkämpfe in diesen Disziplinen fanden kurz nacheinander im selben Land statt und wurden gemeinhin als Radsport-Weltmeisterschaften bezeichnet. 1930 folgte Radball, 1950 Querfeldein und 1956 Kunstradfahren, deren Weltmeisterschaften aber eigene Wege gingen. Die gemeinsame Radsport-WM auf Bahn und Straße blieb bis einschließlich 1995 erhalten. Mit einem wachsenden Wettbewerbs-Programm wurde dieses Format unhandlich. Die UCI beschloss daher die Trennung von Bahn- und Straßen-WM ab 1996 und richtete in der Folge separate WM-Veranstaltungen für immer weitere Teilgebiete wie Trial, Mountainbikesport, BMX-Rennsport und andere ein. 2022 wurden Regenbogentrikots in weltweit 20 unterschiedlichen Veranstaltungen vergeben.
Im Februar 2019 beschloss das Exekutivkomitee der UCI die Wiedereinführung allgemeiner Radsport-Weltmeisterschaften, die alle vier Jahre stattfinden sollen. Die erste dieser Großveranstaltungen wurde für 2023 an Glasgow vergeben. Den Zuschlag für die Radsport-Weltmeisterschaften 2027 bekam die französische Region Haute-Savoie. Die Bündelung mehrerer Veranstaltungen zum Zwecke der besseren Vermarktung entsprach dem Trend der Zeit wie auch bei den European Championships oder den so genannten Finals in Deutschland.
Das Budget der Veranstaltung wurde auf 45 bis 50 Mio. britische Pfund geschätzt. Der Glasgow City Council trug 15 Mio. Pfund dazu bei, versprach sich aber für Glasgow einen Großteil der auf 67 Mio. Pfund geschätzten Mehreinnahmen für die schottische Wirtschaft. Insgesamt nahmen rund 8000 Sportler aus 132 Verbänden an den Wettkämpfen teil. Diese Zahl umfasst freilich auch die Breitensport-Ereignisse im Gran Fondo.

## Wettbewerbe
Das im September 2022 bekanntgegebene Programm umfasste nahezu alle derzeit in der UCI vertretenen Radsport-Disziplinen. Wichtigste Ausnahme war Cyclocross, welches üblicherweise im Winter stattfindet. Vom Veranstalter wurden die Entscheidungen wie folgt in 13 Meisterschaften eingeteilt, wobei diese Darstellung in Einzelheiten von der üblichen Aufteilung der Radsport-Disziplinen und dem Zuschnitt existierender Veranstaltungen abwich. Die Größe und Bedeutung der einzelnen Meisterschaften variierte erheblich.
| Disziplin         | Teilgebiet      | Details                                        | Ort                                           | Entscheidungen |
| ----------------- | --------------- | ---------------------------------------------- | --------------------------------------------- | -------------- |
| Bahnradsport      | Bahnradsport    | Bahnradsport-Weltmeisterschaften 2023          | Sir Chris Hoy Velodrome                       | 22             |
| BMX-Freestyle     | Flatland        | Urban-Cycling-Weltmeisterschaften 2023         | Glasgow Green                                 | 2              |
| BMX-Freestyle     | Park            | Urban-Cycling-Weltmeisterschaften 2023         | Glasgow Green                                 | 2              |
| BMX-Rennsport     | BMX-Rennsport   | BMX-Rennsport-Weltmeisterschaften 2023         | Glasgow BMX Centre                            | 8              |
| Gran Fondo        | Gran Fondo      | Gran-Fondo-Weltmeisterschaften 2023            | Perth and Kinross (SR) Dundee und Angus (EZF) | 42             |
| Hallenradsport    | Hallenradsport  | Hallenradsport-Weltmeisterschaften 2023        | Emirates Arena                                | 7              |
| Mountainbikesport | Cross-Country   | Mountainbike-Weltmeisterschaften 2023          | Glentress Forest                              | 11             |
| Mountainbikesport | Downhill        | Mountainbike-Weltmeisterschaften 2023          | Fort William / Nevis Range                    | 4              |
| Mountainbikesport | Marathon        | Mountainbike-Marathon-Weltmeisterschaften 2023 | Glentress Forest                              | 2              |
| Paracycling       | Bahn            | Paracycling-Bahnweltmeisterschaften 2023       | Sir Chris Hoy Velodrome                       | 48             |
| Paracycling       | Straße          | Paracycling-Straßenweltmeisterschaften 2023    | Dumfries und Glasgow                          | 53             |
| Straßenradsport   | Straßenradsport | Straßenradsport-Weltmeisterschaften 2023       | Glasgow und Umgebung (SR) Stirling (EZF)      | 13             |
| Trial             | Trial           | Urban-Cycling-Weltmeisterschaften 2023         | Glasgow Green                                 | 6              |

Von den Entscheidungen fanden 53 in der Kategorie Elite statt, 8 im U23-Bereich, 12 bei den Junioren und 2 in Mannschaftswettbewerben mit gemischten Altersklassen. 101 Entscheidungen gab es in den Paracycling-Leistungsklassen und 42 in den Altersgruppen beim Gran Fondo. Im BMX-Rennsport gab es zwei Weltmeistertitel für Masters (Senioren) sowie eine Challenge, die nicht denselben Status hatte.

## Zeitplan
| Bereich                | August 2023 | August 2023 | August 2023 | August 2023 | August 2023 | August 2023 | August 2023 | August 2023 | August 2023 | August 2023 | August 2023 |
| Bereich                | 3.          | 4.          | 5.          | 6.          | 7.          | 8.          | 9.          | 10.         | 11.         | 12.         | 13.         |
| ---------------------- | ----------- | ----------- | ----------- | ----------- | ----------- | ----------- | ----------- | ----------- | ----------- | ----------- | ----------- |
| Bahnradsport           | 3           | 3           | 2           | 4           | 3           | 3           | 4           |             |             |             |             |
| BMX-Freestyle Flatland |             |             |             |             |             |             |             | 2           |             |             |             |
| BMX-Freestyle Park     |             |             |             |             | 2           |             |             |             |             |             |             |
| BMX-Rennen             |             |             |             |             |             |             | 2           |             |             |             | 6           |
| Gran Fondo             |             | 20          |             |             | 22          |             |             |             |             |             |             |
| Hallenradsport         |             |             |             |             |             |             |             |             | 1           | 2           | 4           |
| MTB Cross-Country      |             |             |             |             |             |             | 3           | 4           | 2           | 2           |             |
| MTB Marathon           |             |             |             | 2           |             |             |             |             |             |             |             |
| MTB Downhill           |             | 2           | 2           |             |             |             |             |             |             |             |             |
| Paracycling Bahn       | 8           | 7           | 5           | 8           | 12          | 8           |             |             |             |             |             |
| Paracycling Straße     |             |             |             |             |             |             | 14          | 12          | 14          | 12          | 1           |
| Straßenradsport        |             |             | 2           | 1           |             | 1           | 1           | 3           | 2           | 1           | 2           |
| Trial                  |             |             |             |             |             |             | 1           |             |             | 5           |             |
| Entscheidungen         | 11          | 32          | 11          | 15          | 39          | 12          | 25          | 21          | 19          | 22          | 13          |

|  | Qualifikation / |  | Medaillenentscheidungen |

## Trivia
Für die Veranstaltung wurde ein Tartan-Muster geschaffen, das im amtlichen schottischen Tartanregister eingetragen wurde.

## Medaillenspiegel
Vom Veranstalter wurden zwei Medaillenspiegel veröffentlicht, einer für Paracycling und einer für alle anderen Disziplinen. Letzterer enthielt insbesondere auch die Ergebnisse der Altersgruppen im Gran Fondo, obwohl Elite-Sportler von diesen ausdrücklich ausgeschlossen waren. Die untenstehende Tabelle fasst beide Medaillenspiegel zusammen. Etwa ein Viertel der Entscheidungen fielen in der Elite.
| Platz  | Land                | Gold | Silber | Bronze | Gesamt |
| ------ | ------------------- | ---- | ------ | ------ | ------ |
| 1      | Großbritannien      | 47   | 23     | 30     | 100    |
| 2      | Frankreich          | 26   | 28     | 25     | 79     |
| 3      | Niederlande         | 20   | 15     | 3      | 38     |
| 4      | Deutschland         | 19   | 19     | 15     | 53     |
| 5      | Vereinigte Staaten  | 15   | 9      | 13     | 37     |
| 6      | Belgien             | 10   | 8      | 11     | 29     |
| 7      | Schweiz             | 9    | 9      | 7      | 25     |
| 8      | Volksrepublik China | 8    | 12     | 11     | 31     |
| 9      | Neuseeland          | 8    | 8      | 15     | 31     |
| 10     | Australien          | 7    | 21     | 10     | 38     |
| 11     | Spanien             | 7    | 10     | 5      | 22     |
| 12     | Italien             | 7    | 9      | 14     | 30     |
| 13     | Dänemark            | 4    | 2      | 5      | 11     |
| 14     | Kanada              | 3    | 7      | 9      | 19     |
| 15     | Japan               | 3    | 6      | 6      | 15     |
| 16     | Norwegen            | 3    | 3      | 2      | 8      |
| 17     | Österreich          | 2    | 3      | 9      | 14     |
| 18     | Irland              | 2    | 3      | 6      | 11     |
| 19     | Polen               | 2    | 2      | 2      | 6      |
| 20     | Ukraine             | 2    | 2      | 0      | 4      |
| 21     | Tschechien          | 2    | 1      | 0      | 3      |
| 22     | Israel              | 2    | 0      | 0      | 2      |
| 22     | Lettland            | 2    | 0      | 0      | 2      |
| 24     | Brasilien           | 1    | 3      | 3      | 7      |
| 25     | Kolumbien           | 1    | 2      | 2      | 5      |
| 26     | Portugal            | 1    | 2      | 0      | 3      |
| 27     | Argentinien         | 1    | 1      | 0      | 2      |
| 27     | Südafrika           | 1    | 1      | 0      | 2      |
| 29     | Schweden            | 1    | 0      | 1      | 2      |
| 30     | Kasachstan          | 1    | 0      | 0      | 1      |
| 30     | Liechtenstein       | 1    | 0      | 0      | 1      |
| 30     | Luxemburg           | 1    | 0      | 0      | 1      |
| 30     | Ungarn              | 1    | 0      | 0      | 1      |
| 34     | Slowakei            | 0    | 2      | 2      | 4      |
| 35     | Südkorea            | 0    | 2      | 0      | 2      |
| 35     | Thailand            | 0    | 2      | 0      | 2      |
| 37     | Chile               | 0    | 1      | 0      | 1      |
| 37     | Trinidad und Tobago | 0    | 1      | 0      | 1      |
| 37     | Venezuela           | 0    | 1      | 0      | 1      |
| 40     | Slowenien           | 0    | 0      | 4      | 4      |
| 41     | Costa Rica          | 0    | 0      | 1      | 1      |
| 41     | Ecuador             | 0    | 0      | 1      | 1      |
| 41     | Finnland            | 0    | 0      | 1      | 1      |
| 41     | Hongkong            | 0    | 0      | 1      | 1      |
| 41     | Malaysia            | 0    | 0      | 1      | 1      |
| Gesamt | Gesamt              | 220  | 218    | 215    | 653    |